# Безсмертний Євген Адріанович
Євге́н Андріа́нович Безсме́ртний (1864— 7 лютого 1917) — український педагог, перекладач античних авторів. Директор Першої київської гімназії (1903—1907). Директор Четвертої одеської гімназії (1907—1917). Молодший брат архітектора Володимира Безсмертного.

## З біографії
Працював на посаді директора Новгород-Сіверської гімназії. Протягом п'яти років очолював Третю київську гімназію (з 12 жовтня 1898 року до 26 квітня 1903 року). З 1903 до 1907 року працював директором Першої київської гімназії. З 1907 року до самої смерті працював директором Четвертої Одеської гімназії. На початку 1903 року був нагороджений орденом Святої Анни.

## Цитати
Костянтин Паустовський:
Літній красень із золотою борідкою, у новенькому форменому фраку. Він був м'якою, освіченою людиною, але його чомусь належало боятися. Може тому, що він сидів у високому кабінеті з портретом хірурга Пирогова, ліпниною на стелі і червоним килимом. Йому всі кланялися за всіма правилами, зупинившись, тоді як з учителями ми віталися на ходу.